# Хил Сити (Јужна Дакота)
Хил Сити (енгл. Hill City) град је у америчкој савезној држави Јужна Дакота.

## Демографија
По попису из 2010. године број становника је 948, што је 168 (21,5%) становника више него 2000. године.
| Група             | 2000.       | 2010.       |
| Белци             | 683 (87,6%) | 707 (74,6%) |
| Афроамериканци    | 0 (0,0%)    | 6 (0,6%)    |
| Азијати           | 2 (0,3%)    | 1 (0,1%)    |
| Хиспаноамериканци | 55 (7,1%)   | 179 (18,9%) |
| Укупно            | 780         | 948         |